# Кокопа

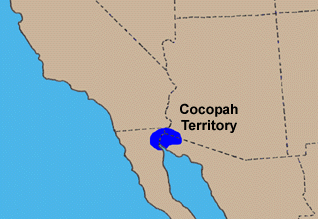
Историческая область расселения кокопа.

Кокопа (кокопа: Xawiƚƚ Kwñchawaay, Kwapa или Kwii Capáy) — племя индейцев, говорящих на одном из юманских или кочими-юманских языков. Проживают в устье реки Колорадо на территории штата Аризона (резервация Кокопа), а также в соседней Мексике.

## Наименование
Наименование может происходить от Kwapa (кокопа) или Kwi-ka-Pa (мохаве) и буквально означает "облачный народ", подразумевая туманы в нижнем течении реки Колорадо. Сегодня они известны как "речной народ", "народ реки".
Также в ходу наименования: Cocopá, Cocopa, Cucupá, Cocopa, Kwikapá, Kikimá, Delta River Yuman, Cocapa, Kikima, Cucapá.

## Язык и численность
Прямых доказательств нет, но считается, что родной язык кокопа используется в качестве родного только взрослыми. Язык находится под угрозой исчезновения (ок. 300-600 носителей); неизвестно, преподаётся ли он в школах. Также кокопа говорят на испанском и английском языках.
Численность кокопа в момент контакта с европейцами составляла около 3 тысяч человек.
Согласно переписи населения 2018-2022 годов, в резервации Кокопа в Аризоне проживает около 1158 человек. Согласно другим данным, общее число кокопа составляет 1100 человек, из которых 300 проживают в Мексике, а 800 - в США.

## История и культура
Первым из испанцев с племенем кокопа встретился в 1540 году Эрнандо де Аларкон, позднее — Хуан де Оньяте в 1604—1605 гг., Кино в 1701—1702 (в своей летописи он назвал их «Hogiopas») и Франсиско Гарсес в 1776 году, который оценил их количество в 3000 человек.
Племя кокопа имело репутацию миролюбивого, в отличие от юма и мохаве, которое постоянно нападали на их селения. Во время визита Гарсеса в 1776 году кокопа воевали с племенами папаго и коуана (кахуэнче) и дружили с племенем куньейл.

Кокопа занимались выращиванием кукурузы, тыквы, бобов и других сельскохозяйственных культур, выкапывали съедобные семена и коренья. Семья была полигамной. Мёртвые подвергались кремации.

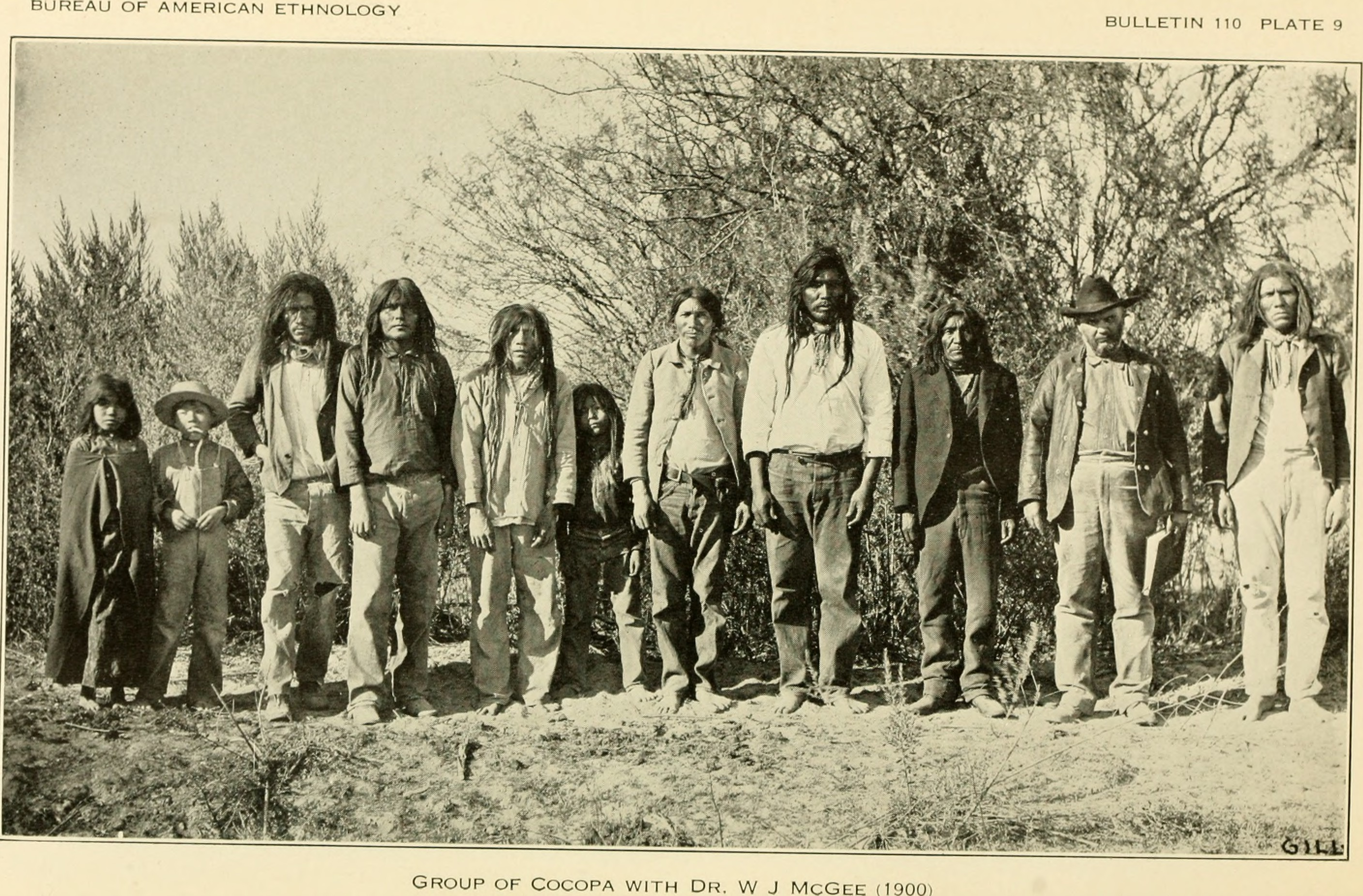
Люди кокопа в 1900 году
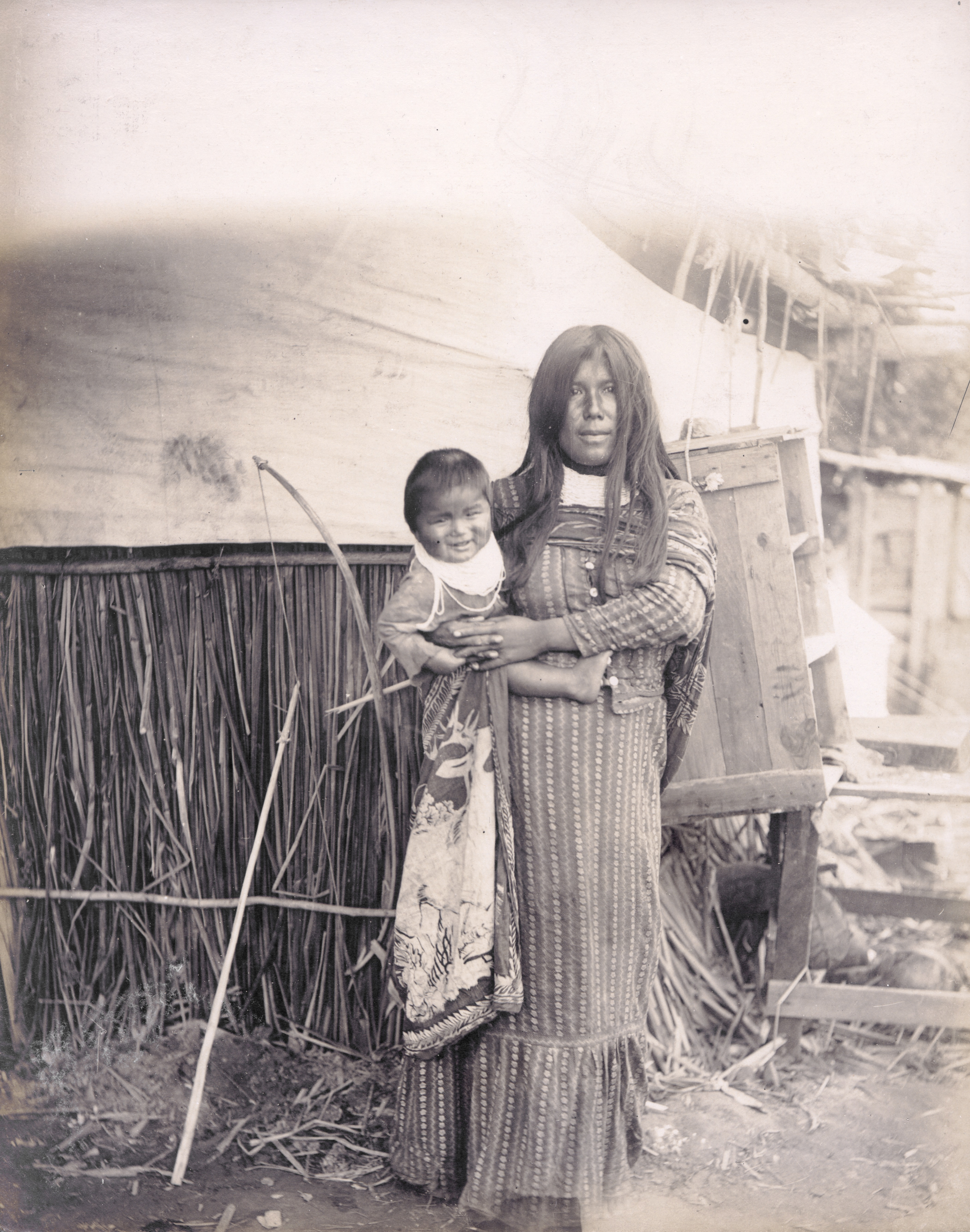
Мать с ребёнком на Всемирной выставке 1904 года
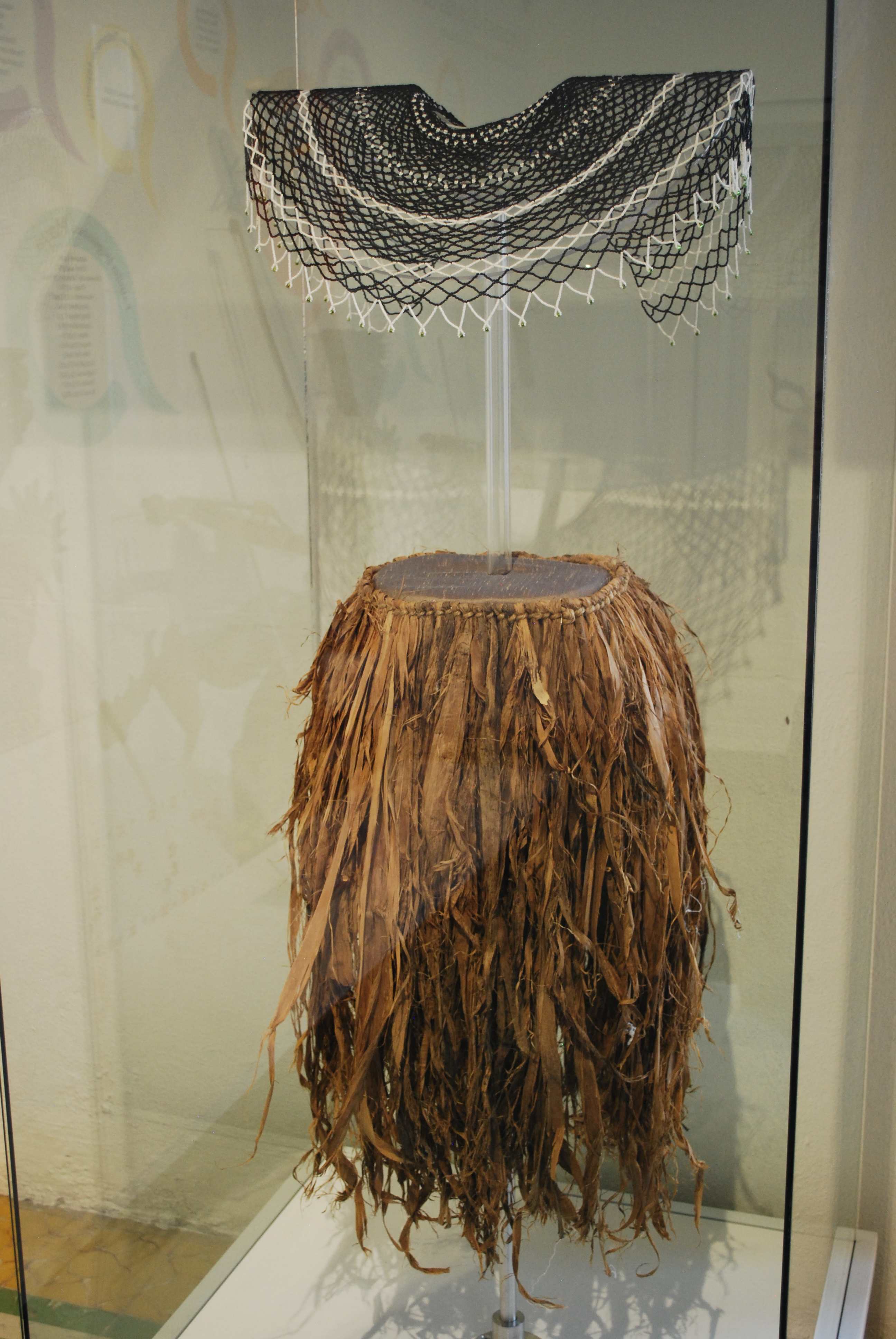
Женское церемониальное платье
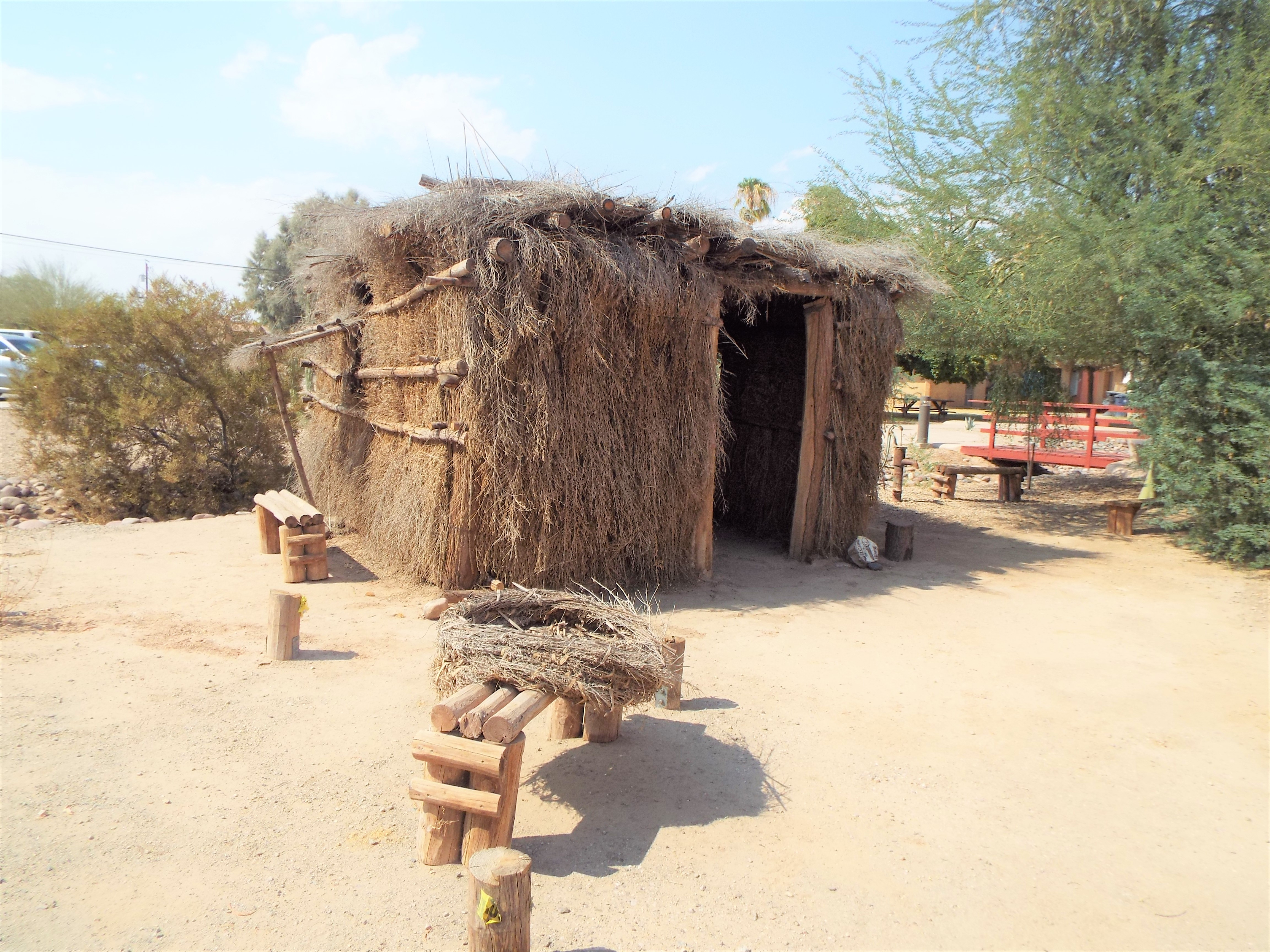
Традиционное жилище кокопа в Аризоне выставлено в Резервации кокопа.